# النار والكبريت

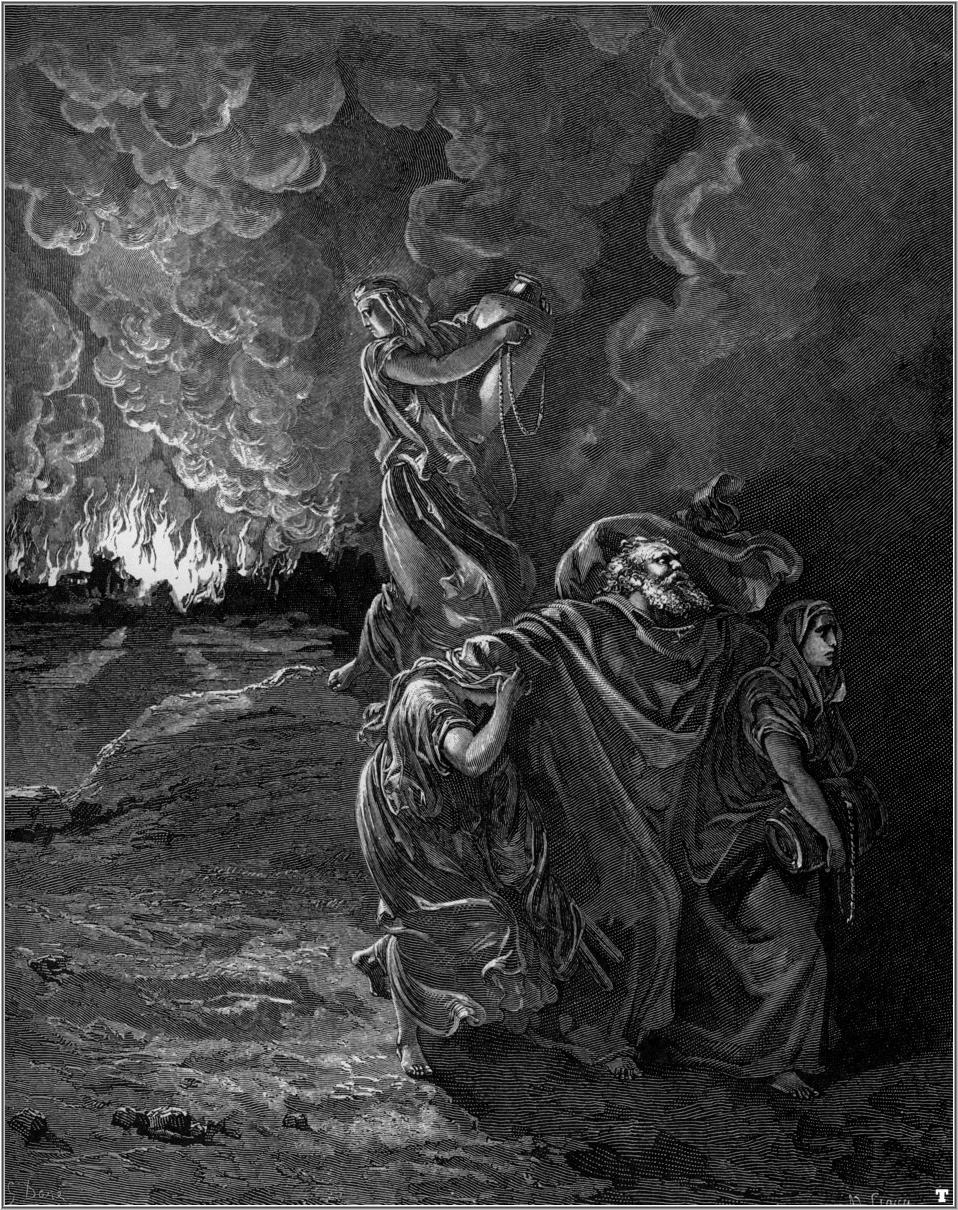

الكبريت والنار (أو بدلا من ذلك، النار والكبريت) هو تعبير اصطلاحي يشير إلى غضب الله في الكتاب العبري المقدس (العهد القديم) والعهد الجديد. وغالبا ما يظهر مشيرا إلى مصير الكفار. يستحضر «بريمستون» وهو مصطلح قديم مرادف للكبريت، الرائحة الشديدة لثاني أوكسيد الكبريت المنبعثة من ضربات الصواعق. كان يفهم البرق كعقوبة الهية من قبل العديد من الديانات القديمة؛ اذ ان ارتباط الكبريت مع عقاب الله امر شائع في الكتاب المقدس. حيث نشأت العبارة الإنجليزية «النار والكبريت» في إنجيل الملك جيمس.
يشير هذا المصطلح المستخدم كصفة، إلى أسلوب الوعظ المسيحي الذي يستعمل اوصافا حية للحكم ولعنة ابدية بغاية تشجيع التوبة.